# Quyền LGBT ở São Tomé and Príncipe
Quyền đồng tính nữ, đồng tính nam, song tính và chuyển giới ở São Tomé và Príncipe phải đối mặt với những thách thức pháp lý mà những người không phải LGBT không gặp phải. Cả hoạt động tình dục đồng giới nam và nữ đều hợp pháp trong São Tomé và Príncipe. Quốc gia này là một trong 66 người ký kết Tuyên bố chung về quyền con người, thiên hướng tình dục và bản dạng giới.

## Bảng tóm tắt
| Hoạt động tình dục đồng giới hợp pháp                                                                                       | Từ năm 2012 |
| Độ tuổi đồng ý | Từ năm 2012 |
| Luật chống phân biệt đối xử chỉ trong việc làm                                                                              | No          |
| Luật chống phân biệt đối xử trong việc cung cấp hàng hóa và dịch vụ                                                         | No          |
| Luật chống phân biệt đối xử trong tất cả các lĩnh vực khác (Bao gồm phân biệt đối xử gián tiếp, ngôn từ kích động thù địch) | No          |
| Hôn nhân đồng giới | No          |
| Công nhận các cặp đồng giới                                                                                                 | No          |
| Con nuôi của các cặp vợ chồng đồng giới                                                                                     | No          |
| Con nuôi chung của các cặp đồng giới                                                                                        | No          |
| Người đồng tính nam và đồng tính nữ được phép phục vụ công khai trong quân đội                                              |             |
| Quyền thay đổi giới tính hợp pháp                                                                                           |             |
| Truy cập IVF cho đồng tính nữ                                                                                               | No          |
| Mang thai hộ thương mại cho các cặp đồng tính nam                                                                           | No          |
| NQHN được phép hiến máu | No          |